# Klingerovo mauzoleum
Klingerovo mauzoleum je rodinná hrobka, která je významnou památkou tvořící dominantu hřbitova v Novém Městě pod Smrkem. Postavit ji nechali v roce 1901 (podle některých zdrojů 1912) potomci zakladatele zdejších textilních továren Ignaze Klingera. Po druhé světové válce začala stavba chátrat a v roce 1987 se uvažovalo i o její demolici. Dne 11. října 1993 však byla zařazena mezi nemovité kulturní památky České republiky a v letech 1995 až 2000 proběhla za finanční spoluúčasti ministerstva kultury, okresního úřadu v Liberci a města její rozsáhlá rekonstrukce.

## Popis stavby

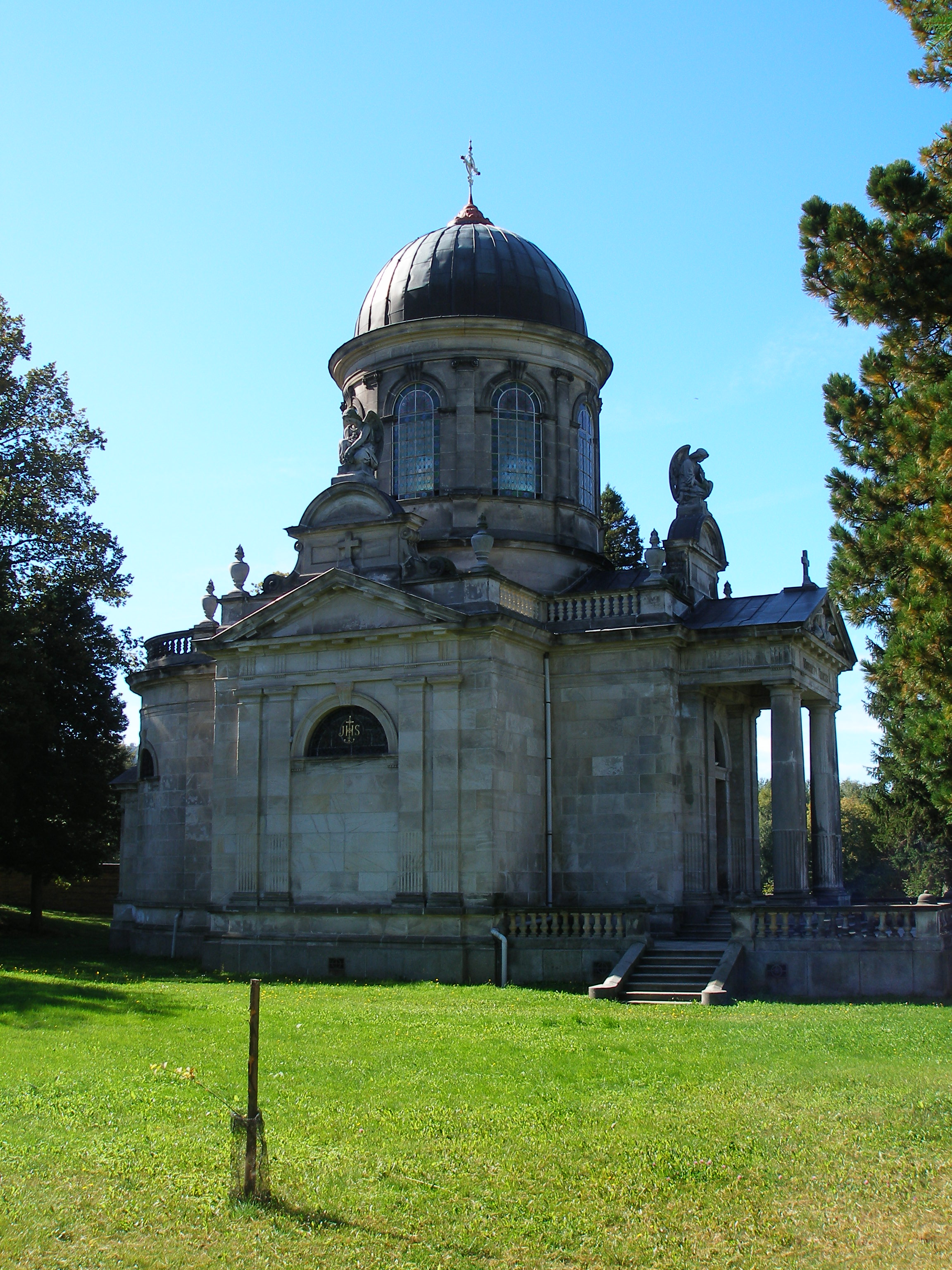
Klingerovo mauzoleum

Objekt tvoří jedno nadzemní a jedno podzemní podlaží. V podzemní části stavby jsou uloženy ostatky Klingerovy rodiny. Ceněné je obzvláště původní pískovcové obložení a vnější kamenická výzdoba budovy. Stavba je významnou památkou, jejíž vzory lze nalézt v italské architektuře. Je totiž reminiscencí (vzpomínkou) na díla pozdně renesančního architekta Andrey Palladia, jenž se výrazně inspiroval architekturou starověkého Říma. Ve stejném stylu jsou postaveny i Villa Capra ve Vicenze či kostel Il Redentore v italských Benátkách.